# Ді-Бі-Сі П'єр
Ді-Бі-Сі П'єр (англ. DBC Pierre), справжнє ім'я Peter Warren Finlay — письменник відомий завдяки роману Vernon God Little. Частина його псевдоніму Ді-Бі-Сі («DBC») означає «Брудний Але Чистий» (Dirty But Clean). «П'єр» — прізвисько, яким його називали друзі в дитинстві, за мультиплікаційним героєм «Брудним П'єром» («Dirty Pierre») з телевізійного серіалу «Super-6».
Народився в Південній Австралії у 1961, а потім переїхав до Мексики, де пройшли його дитинство і юність. Потім жив у Іспанії, Австралії, Англії і Вест-Індії. Зараз проживає в Ірландії.

## Опубліковані твори
- «Vernon God Little» (січень 2003, Букерівська премія 2003)
- «Ludmila's Broken English» (лютий 2006)
- «Suddenly Doctor Cox» (травень 2009)[1]
- «Lights Out in Wonderland» (вересень 2010)[2]
- Breakfast with the Borgias  (липень 2014)
- Meanwhile in Dopamine City (серпень 2020)

## Переклади українською
- Ді-Бі-Сі П'єр. «Світло згасло в Країні Див». Переклад з англійської: Галини Шиян за редакції Юрія Андруховича. Львів: «БАТРАХОМІОМАХІЯ», 2012. ISBN відсутній

- Ді-Бі-Сі П'єр. Сніданок з Борджіа. Переклала Олена Фешовець. Видавництво «Вавилонська бібліотека», 2019. ISBN 978-966-97782-1-5

- Ді-Бі-Сі П'єр. Вернон Господь Літтл. пер. з англ. Наталія Гончар. Видавництво                                                   : «Вавилонська бібліотека», 2020. — 296 с. ISBN                                                    : 9789669778260